# Mount Ollivier
A Mount Ollivier egy 1933 méter magas hegy Új-Zéland Canterbury régiójában. A hegycsúcs a Déli-Alpok Sealy-hegyláncán fekszik, az Aoraki / Mount Cook Nemzeti Parkban, 2,5 kilométerre nyugatra a legközelebbi településtől, Mount Cook Village-től. A hegyet Arthur Ollivier (1851–1897) hegymászóról nevezték el.
A hegy ismertségét növelte, hogy Edmund Hillary (1919–2008) új-zélandi hegymászó, aki Tendzing Norgaj, nepáli serpával 1953. május 29-én – a világon elsőként – feljutott a Föld legmagasabb hegycsúcsára, a 8848 méter magas Mount Everestre, első komoly hegymászóélményeként tekintett a Mount Ollivier 1939-es megmászására. Hillary 2008-ban bekövetkezett halála után felmerült, hogy a hegycsúcsot tiszteletére róla nevezzék el, azonban ez a kezdeményezés, Arthur Ollivier családjának tiltakozása miatt meghiúsult.
A hegycsúcs alatt fekvő Mueller-kunyhó felé vezető, kiépített túraútvonal létrehozása óta, a nemzeti park egyik legkönnyebben megközelíthető hegyének számít. A kunyhótól a hegycsúcsig egy köves-sziklás ösvény vezet, amelyen fél óra alatt fel lehet jutni a csúcsra. A Mount Ollivier csúcsáról csaknem 360 fokos panoráma tárul fel; rálátni a közeli gleccserekre, jégsziklákra, függőleges sziklafelületekre és Új-Zéland legmagasabb csúcsára, a 3724 méter magas Aoraki / Mount Cookra és a 3151 méteres Mount Seftonra.

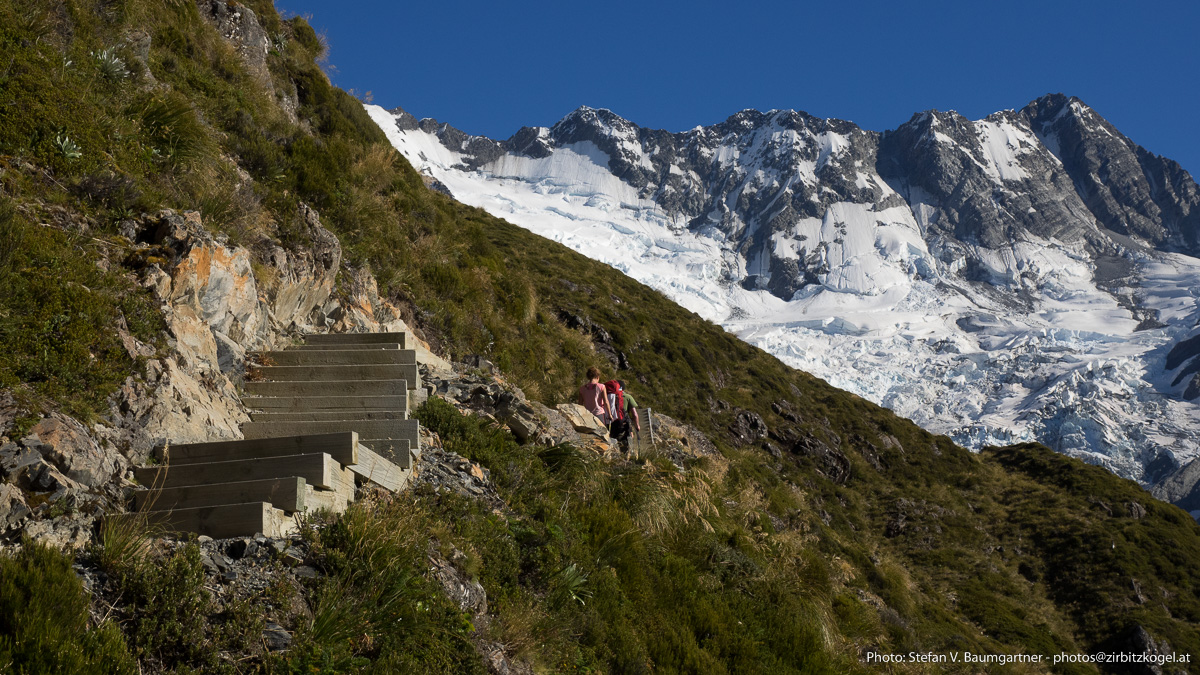
Út a Mueller-kunyhóhoz és a Mount Ollivierhez (a háttérben a Mount Sefton látható)
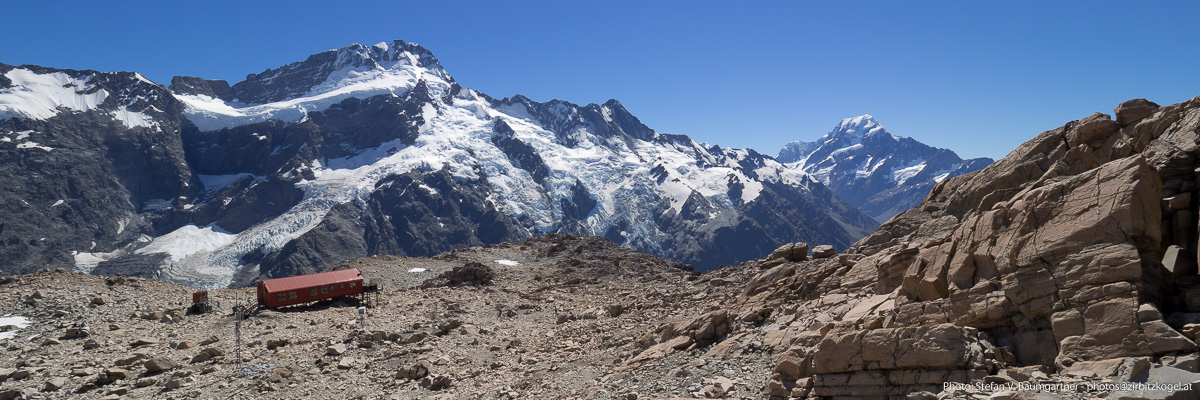
A Mueller-kunyhó (a háttérben a Mount Seftonnal és a Mount Cookkal)
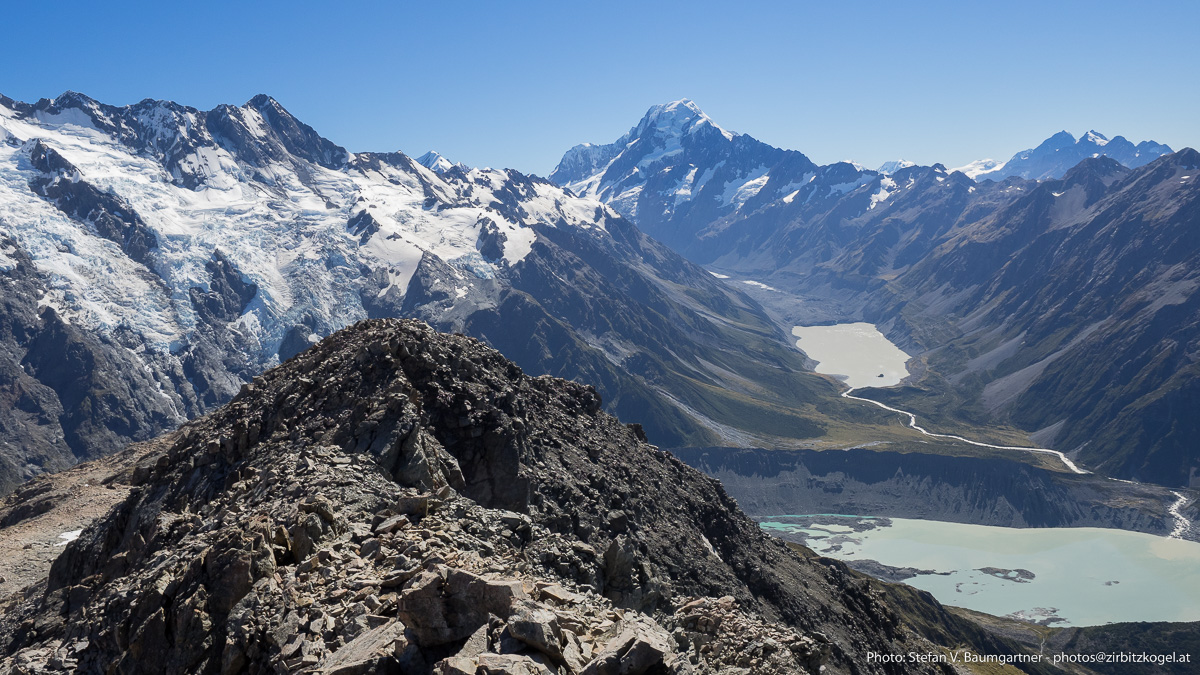
Kilátás a Mount Ollivier csúcsáról